# Inthavong
Koning Somdetch Brhat Chao Indra Varman Jaya Jathadiraja Chandapuri Sri Sadhana Kanayudha Visudhirattana Rajadhanipuri Rama Lanjang Krum Klao, beter bekend onder de naam Inthavong en soms ook wel als Inthavong Setthathirat III, volgde koning Nanthesan op als 5e koning van het koninkrijk Vientiane in 1795. Bij geboorte had hij de naam prins Indra Varman en hij was de tweede zoon van koning Ong Boun. Hij werd in 1781 als gijzelaar naar Bangkok gestuurd waar hij in dienst trad van de koning. Prins Inthavong werd door koning Rama I van Siam aangewezen als de opvolger van zijn broer, Nanthesan, die was afgezet. 
Op 2 februari 1795 vertrok hij naar zijn nieuwe koninkrijk. Op 23 juli 1795 werd hij gekroond tot koning in de stad Luang Prabang. Koning Inthavong Setthathirat III stierf in Vientiane op 7 februari 1805 en hij werd opgevolgd door zijn broer Anouvong.
Voor zover bekend had hij 2 dochters:
- Prinses (Sadet Chao Fa Jaya Nang) Mani (Menh)
- Prinses (Sadet Chao Fa Jaya Nang) Dungsukri (Thongsuk), zij trouwde in 1795 in Bangkok met koning Rama I van Siam als zijn 28e vrouw.